# Элиас, Гедерт
Ге́дерт Э́лиас (латыш. Ģederts Eliass; 23 сентября 1887 — 29 января 1975) — латышский и советский художник. Народный художник Латвийской ССР (1962).

## Биография
Гедерт Элиас родился 23 сентября 1887 года на хуторе «Зилены» в Платонской волости (ныне — Елгавский край Латвии). Брат — искусствовед Кристап Элиас (1886—1963), сестра — искусствовед Майя Циелена (1889—1998).
Учился в Митавском реальном училище, художественных студиях Яниса Валтера (1903) и Вильгельма Пурвитиса (1904). Принимал активное участие в Первой русской революции. Был вынужден эмигрировать, жил в Дании, Бельгии и Франции. Учился в Королевской академии художеств (Брюссель, 1908—1913) и в художественной студии Жана-Поля Лорана (Париж, 1913—1914).
После возвращения на родину руководил классом обнажённой натуры (1925—1932), мастерской предметной живописи (1932—1942) и мастерской станковой живописи (1944—1953) Латвийской академии художеств; профессор (1938).
Был членом Рижской группы художников (1920—1938), членом Союза художников Латвии (с 1945). Народный художник Латвийской ССР (1962). Награждён латвийским орденом Трёх звёзд (1936) и бельгийским орденом Леопольда II (1927). Именем Г. Элиаса назван Елгавский историко-художественный музей, в котором находится постоянная экспозиция работ художника.
Умер 29 января 1975 года в Риге. Похоронен в Платоне на Струпдегуньском кладбище.

## Творчество
Принимал участие в выставках с 1919 года. В ранних работах велико влияние французского постимпрессионизма, пуантилизма и фовизма, особенно при использовании характерных для творчества Анри Матисса формальных живописных решений. Начиная с 1920-х годов, большинство полотен создано в стилистике новой вещественности.
Наиболее известны: «Автопортрет» (около 1914), «Набережная Сены» (1915), «Женщина с веером в баре» (1918), «Портрет матери» (1920-е годы), «Комната в Зилены» (1930-е годы), «Двойной портрет» (1952), «Натюрморт с селёдкой» (1920-е годы), «Опалка свиньи» (1930-е годы), «У колодца» (1933).
Работал также в технике пастели и акварели. Был одним из редакторов «Латышского конверсационного словаря» (энциклопедического издания) и соавтором «Истории искусств», автором множества публикаций, посвящённых вопросам искусствознания.

## Память
В 1975 году Елгавскому историческому музею было присвоено имя Гедерта Элиаса.